# 平野怜
平野 怜（ひらの れい、8月8日 - ）は福島県いわき市出身のフリーのコミュニティ放送局を拠点に活動しているラジオパーソナリティ。

## 来歴・人物
- 1996年頃からいわき市民コミュニティ放送（SEA-WAVE）FMいわきでアニメ番組を担当していた。
- 近年は、つくばコミュニティ放送株式会社（ラヂオつくば）で活躍中である。

- ラジオでは出身地の福島県いわき市の話題がよく出る。

## 出演作品

### ラジオ
- ラヂオつくば「発車お〜らい!」（パーソナリティ）（2008年11月 - ）[2]
- ラヂオつくば「AnimeMusicStation」（パーソナリティ）（2009年10月 - ）[3]
- ラヂオつくば 氷上恭子と三好りえの「Come On A My House」(ディレクター・サウンドエンジニア）（2016年10月 - ）

## 過去の出演作品
- いわき市民コミュニティ放送「AnimeBox」（パーソナリティ）
- いわき市民コミュニティ放送「BeatJunction」（パーソナリティ）
- いわき市民コミュニティ放送「AnimeParadise」（パーソナリティ）
- いわき市民コミュニティ放送「ミルクCAN」（ディレクター・エンジニア）
- いわき市民コミュニティ放送「オトマニア」（エンジニア）
- いわき市民コミュニティ放送「SeaSideParadise」（フィールドエンジニア）

- ラヂオつくば「AnimeMagicalStation」（2008年11月 - 2009年9月）
- ラヂオつくば「れい散歩」（パーソナリティ）（2008年10月 - 2009年5月）
- ラヂオつくば「コペラヂ」（テクニカルディレクター）（2009年6月 - 2009年10月）
- ラヂオつくば「DJ-KOZUEのHappyVision」（思い出のメロディーコーナー）（2009年10月 - 2011年3月）
- ラヂオつくば「家電WithLife」（パーソナリティ）（2010年1月 - 2011年12月）
- ラヂオつくば「DJ-KOZUEのHappyVision2」（ディレクター）（2011年7月 - 2012年2月）
- ラヂオつくば「花凜の花だより」（プロデューサー・アシスタントパーソナリティ）（2011年4月 - 2013年6月）
- ラヂオつくば「KaleoFromHawaii」（プロデューサー・ディレクター）（2008年10月 - 2016年9月）[4]
- ラヂオつくば Tomoの「MusicRE：La-xion」（プロデューサー・アシスタントパーソナリティ）（2013年7月6日 -2017年12月 ）[5]
- ラヂオつくば「まりの小部屋」（サウンドエンジニア）（2017年10月 -2019年9月26日）

## 番組エピソード
- ハワイアン番組「KaleoFromHAWAII」を担当するきっかけとなったのは、出身地の福島県いわき市に常磐ハワイアンセンター（現：スパリゾートハワイアンズ）があり、ハワイアンが身近な存在だったからと答えている。
- 鉄道番組「発車お〜らい」では、ラヂオつくば聴視エリアの つくばエクスプレスより、ひたちなか海浜鉄道の話題が多く取り上げられる。
- AnimeMusicStationでは、アニメ音楽中心をテーマとしているがトークが多くなると曲がカットされたり、曲のままエンディングを迎え番組が終了する。また、いわき市民コミュニティ放送（SEA-WAVE）FMいわき時代の雰囲気もあることから、旧来のリスナーからも支持されている。

## 関連人物
- 蛭田智道 - 劇団「いわき小劇場」の団員。いわき市民コミュニティ放送（SEA-WAVE）FMいわきからコンビを組むことが多い。「AnimeMusicStation～Gold～」パーソナリティー
- 津久井裕子 - 「発車お〜らい」パーソナリティーでコンビを組む。
- 東野里加 - ハワイアン番組「KaleoFromHawaii」初代ナビゲーター
- 安武みゆき - 「AnimeMusicStation」パーソナリティー
- 氷上恭子 - 「Come On A My House」パーソナリティー
- 三好りえ -「Come On A My House」パーソナリティー
- まるたまり -「まりの小部屋」パーソナリティー